# Татарський Тоймобаш
Тата́рський Тоймоба́ш (рос. Татарский Тоймобаш) — присілок у складі Алнаського району Удмуртії, Росія.

## Населення
Населення — 85 осіб (2010; 86 в 2002).
Національний склад станом на 2002 рік:
- татари — 84 %

## Урбаноніми[3]
- вулиці — Місяцева, Річкова, Центральна